# Chiesa di San Nicola da Tolentino (Adria)
La chiesa di San Nicola da Tolentino, citata come monumento ai Caduti o popolarmente chiesa dei due leoni, è una chiesa sita in via Vittorio Emanuele II, nel centro dell'abitato di Adria.
Edificata tra il 1850 e il 1852 sulla precedente del XVII secolo, appartenente all'omonima confraternita oramai in rovina, venne pesantemente modificata e trasformata in monumento a memoria dei concittadini caduti nella prima guerra mondiale a fine anni Venti su progetto dell'adriese Giambattista Scarpari, che per le decorazioni e i rilievi bronzei si valse del bolognese Gaetano Samoggia.
Caratterizzata principalmente dal portale con cancellata in bronzo e dalle due grandi statue di leoni bronzei che sono posizionate ai lati dell'ingresso, conserva al suo interno opere a tema religioso, tra le quali una Madonna della Cintola, tela del pittore Andrea Vicentino del XVII proveniente dall'originaria chiesa, e un sarcofago calcareo di epoca romana risalente al I secolo a.C., dono del regime fascista per omaggiare il gerarca Giovanni Marinelli.